# Kazuo Sakamaki
Kazuo Sakamaki (japonsko: 酒巻和男), japonski pomorski častnik; * 8. november 1918, Awa. Japonska, † 29. november 1999, Tojota.
Bil je prvi japonski vojni ujetnik v 2. svetovni vojni, ki ga je zajela ameriška vojska.

## Mladost
Sakamaki se je rodil v današnjem delu mesta Awa v prefekturi Tokušima, kot eden od osmih sinov. Leta 1940 je diplomiral v 68. razredu cesarske japonske pomorske akademije.

## Kariera

### Napad na Pearl Harbor
Sakamaki je bil eden od desetih mornarjev (pet častnikov in pet podčastnikov), izbranih za napad na Pearl Harbor, v petih dvoosebnih pritlikavih podmornicah razreda Ko-hyoteki, 7. decembra 1941. Od desetih jih je bilo ubitih devet (vključno z drugim članom posadke podmornice HA. 19, oficirjem Kijošijem Inagakijem). Sakamaki je bil izbran za misijo zaradi velikega števila bratov in sester. 
Po več poskusih vstopa v Pearl Harbor, je Sakamaki skušal namerno potopiti svojo podmornico, ki je bila ujeta na grebenu Waimanalo Beach, Oahu. Ko se eksploziv ni sprožil, je priplaval na dno podmornice, da bi raziskal vzrok okvare, in zaradi pomanjkanja kisika izgubil zavest. Knjiga Attack on Pearl Harbor trdi, da je njegova podmornica udarila v štiri koralne grebene in potonila. Sakamakija je našel ameriški vojak David Akui in ga odpeljal v vojaški pripor. Ko se je zbudil, se je znašel v bolnišnici pod ameriško oboroženo stražo. Sakamaki je postal prvi japonski vojni ujetnik v ameriškem ujetništvu med drugo svetovno vojno in je bil izbrisan iz japonskih evidenc in uradno prenehal obstajati. Njegovo podmornico so ujeli nedotaknjeno in jo nato odpeljali na turneje po Združenih državah, da bi spodbudili nakupe vojnih obveznic.
Po tem, ko so ga odpeljali na Peščeni otok, je Sakamaki zahteval, da se mu dovoli, da se ubije, kar mu niso dovolili. Prav tako je prosil, da o tem, da se mu je misija ponesrečila, ne obvestijo njegove domovine. Sakamaki je preostanek vojne preživel v taboriščih za vojne ujetnike v celinskih Združenih državah. Ob koncu vojne so ga vrnili na Japonsko, do takrat pa je postal globoko predan pacifizmu.

## Preostanek življenja in smrt
Sakamaki se je na Japonskem poročil in si ustvaril družino. Delal je s Toyota Motor Corporation in leta 1969 postal predsednik njene brazilske podružnice. Leta 1983 se je vrnil na Japonsko in nadaljeval delo pri Toyoti, leta 1987 pa se je upokojil. Poleg pisanja spominov je Sakamaki zavrnil govor o vojni do leta 1991, takrat pa se je udeležil zgodovinske konference v Nacionalnem muzeju pacifiške vojne v Fredericksburgu v Teksasu. Na konferenci je menda jokal, ko so ga prvič po 50 letih ponovno združili s svojo podmornico (ki je bila na ogled v muzeju).